# Nördlicher Regenbogenfisch
Der Nördliche Regenbogenfisch (Melanotaenia solata) ist eine Süßwasserfischart aus der Familie der Regenbogenfische (Melanotaeniidae). Er kommt in Australien im nördlichen Northern Territory und auf den größeren Inseln im Golf von Carpentaria vor.

## Merkmale
Der Nördliche Regenbogenfisch hat einen relativ hochrückigen, seitlich stark abgeflachten Körper und wird für gewöhnlich 8 cm, in seltenen Fällen bis zu 12 cm lang. Bei Exemplaren, die länger als 5 cm sind beträgt die Körperhöhe 30,5 bis 36,2 % (Weibchen) bzw. 32,9 bis 41 % (Männchen) der Standardlänge. Die Fische haben eine goldgelbe Grundfärbung, worauf der Artname verweist (Latein: „solata“ = sonnenverbrannt), und schwarze und rote Längsstreifen. Die Schwanzflossenbasis ist leuchtend gelb. Ein charakteristischer bronzefarbener Streifen verläuft vom Auge über das Präoperculum bis zum Kiemendeckel. Es existieren verschiedene Farbvarianten und Varianten, die sich hinsichtlich der Intensität der Färbung unterscheiden. Nördliche Regenbogenfische von Yirrkala haben leuchtend rote Rücken- und Afterflossen.
- Flossenformel: Dorsale 1 IV–VI, Dorsale 2 I/9–12, Anale I/18–21, Pectorale 12–14.
- Schuppenformel: mLR 31–36, QR 10–13, 14–22 vor der Rückenflosse, 9–13 auf der „Wange“.[3]

## Systematik
Melanotaenia solata wurde 1964 durch William R. Taylor anhand von Exemplaren beschrieben, die 1948 während einer Amerikanisch-australischen Expedition zur Erforschung des Arnhemlandes auf Groote Eylandt, auf Bickerton Island und in einem Bach bei Yirrkala gefangen wurden. 1980 zählte der australische Ichthyologe Gerald Allen den Nördlichen Regenbogenfisch in einer Revision mit Hinblick auf das Farbmuster und die Morphometrie zur Art Melanotaenia australis und stellte diese als Unterart Melanotaenia splendida australis zu Melanotaenia splendida. Aufgrund von molekulargenetischen Untersuchungen wurde Melanotaenia solata im Jahr 2002 wieder als eigenständige Art anerkannt.

## Lebensraum
Der Nördliche Regenbogenfisch lebt in sehr unterschiedlichen Lebensräumen. Darunter sind Flüsse, Bäche, Sümpfe, Lagunen, Seen und Stauseen. In der Regel bildet er Schwärme nahe der Wasseroberfläche, insbesondere wo Deckung in Form von Vegetation, Schutt oder Geröll vorhanden ist.